# راسل لاتاپی
راسل لاتاپی (انگلیسی: Russell Latapy؛ زادهٔ ۲ اوت ۱۹۶۸) یک بازیکن فوتبال اهل ترینیداد و توباگو است.
وی همچنین در تیم ملی فوتبال ترینیداد و توباگو بازی کرده‌است.